# Aspila macularis
Aspila macularis là một loài bướm đêm trong họ Noctuidae.